# Lorenzo Pignotti

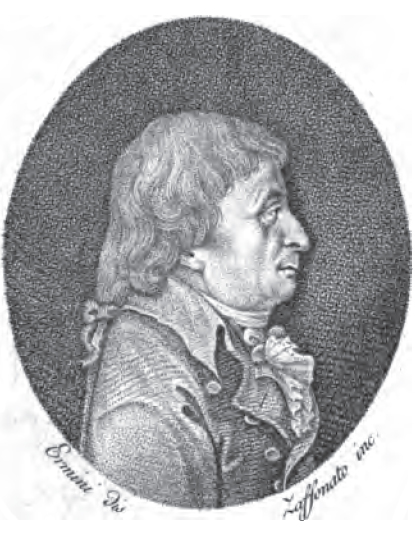
Lorenzo Pignotti.

Lorenzo Pignotti, född den 9 augusti 1739 i Figline Valdarno, död den 5 augusti 1812 i Pisa, var en italiensk skald. 
Pignotti studerade Medicin vid universitetet i Pisa och blev 1774 professor i fysik där. År 1802 blev han storhertiglig undervisningsinspektör och historiograf. Pignotti förvärvade ett namn som fabeldiktare och författare av versifierade berättelser; han är humoristisk och ofta formfulländad, och kommer gärna in på politisk satir. Den engelska diktkonsten, speciellt Pope, intresserade honom, och efterliknande av den spåras bland annat i dikterna L'ombra di Pope, La tomba di Shakespeare og La treccia dorata. En frukt av hans verksamhet som historiograf var hans Storia della Toscana sino al Principato, som är välskriven. Bland utgåvor av hans verk märks Favole e novelle (Pisa 1782), Favole e novelle inedite (Bologna 1888), Storia della Toscana (Pisa 1813) med Pignottis biografi av Giovanni Carmignani.